# Samir (fotbollsspelare)
Samir Caetano de Souza Santos, född 5 december 1994, mer känd som endast Samir, är en brasiliansk fotbollsspelare som spelar för mexikanska Tigres UANL.

## Karriär
Den 6 januari 2022 värvades Samir av Watford, där han skrev på ett 3,5-årskontrakt. Samir gjorde sin Premier League-debut den 15 januari 2022 i en 1–1-match mot Newcastle United.
Den 14 augusti 2022 värvades Samir av mexikanska Tigres UANL.

## Meriter
Flamengo
- Copa do Brasil: 2013
- Campeonato Carioca: 2014